# The Adventures of Quentin Durward
Las aventuras de Quintín Durward, también conocida como Quentin Durward, es una película histórica de 1955 estrenada por Metro-Goldwyn-Mayer. Fue dirigida por Richard Thorpe y producida por Pandro S. Berman. El guion fue escrito por Robert Ardrey, adaptado por George Froeschel de la novela Quintín Durward de Sir Walter Scott.
Fue la tercera de una trilogía no oficial hecha por el mismo director y protagonizada por Robert Taylor. Las primeras dos fueron Ivanhoe (1952) y Los caballeros del rey Arturo (1953, Knights of the Round Table en inglés). Todas se rodaron en los Estudios Británicos de MGM en Elstree, cerca de Londres. La película tuvo la distinción de una banda sonora compuesta por el estudio de música de Bronislau Kauper en lugar de Miklos Rozsa, quien estaba ocupado en otros proyectos cuando la película estaba lista para orquestar.
Fue la primera película de gran presupuesto para la actriz británica Kay Kendall, y contó con gran número de actores británicos distinguidos, incluyendo a Robert Morley.

## Sinopsis
En 1465, un caballero escocés honorable pero sin dinero, Quentin Durward, se va a Borgoña para que su tío pueda casarse con la rica bella Isabelle, condesa de Marcroy. Sin embargo ella no tiene la intención de casarse y huye al rey de Francia Luis XI para tener protección de ella, algo que podría causar la guerra entre Francia y Borgoña a causa de la necesidad de Borgoña de tenerla bajo control a causa de sus riquezas que son necesarias para mantener en jaque a Francia. Su misión entonces es traerla de vuelta sin casuar esa guerra, contraria a los intereses escoceses.
Para llegar a ella se convierte en guardaespaldas del rey de Francia. De esa manera la encuentra y tiene la orden de protegerla, pero se enamora de ella y viceversa. Mientras tanto Luis XI la quiere entregar de forma secreta a De La Marck, un conde criminal renegado en Flandes, para tenerlo como aliado contra los borgoñeses, que le acechan. De esa manera Durward tiene que luchar para salvarla teniendo también que mantener su duro deber a Luis XI, que para ese propósito le traicionó.
Tras muchas aventuras él consigue salvarla de ese conde matándolo. Mientras tanto su tío muere. Después Durward lo hace parecer como si lo hubiese hecho en nombre del rey y dimite de su puesto por lo que hizo Luis XI. En gratitud por no haberle delatado ante los borgoñeses dirigidos por Carlos, Duque de Borgoña, lo que hubiese significado su fin por haber hecho negocios con ese conde criminal, y también en vergüenza por lo que hizo, Luis XI se encarga a través de intrigas que pueda casarse con la condesa para así redimirse de lo que hizo y evitar que Carlos la controle. Una vez hecho, Isabelle y Durward se van felices hacia ese propósito, mientras que él y Carlos, sin poder hacer nada respecto a esta derrota, continúan con sus intrigas.

## Reparto
- Robert Taylor – Quentin Durward
- Kay Kendall – Isabelle, Condesa de Marcroy
- Robert Morley – Luis XI
- George Cole – Hayraddin
- Alec Clunes – Charles, Duque de Borgoña
- Duncan Lamont – Conde William de la Marck
- Laya Raki – Gitano bailarín
- Marius Goring – Conde Philip de Creville
- Wilfrid Hyde-White – Maese Oliver, barbero de confianza del rey y confidente
- Eric Pohlmann – Gluckmeister
- Harcourt Williams – Obispo de Lieja
- Michael Goodliffe – Conde de Dunois
- John Carson – Duque de Orleans
- Nicholas Hannen – Cardenal Balus
- Moultrie Kelsall – Lord Malcolm, el embajador escocés
- Frank Tickle, Petit-André
- Bill Shine – Trois-Eschelles
- Ernest Thesiger – Lord Crawford, tío de Quentin
- Arthur Howard – El monje herido en Lieja (sin acreditar)

## Producción
Al principio Grace Kelly iba a interpretar a Isabelle, pero al final lo declinó, por lo que Kay Kendall obtuvo el correspondiente papel. Una vez preparado todo, se filmó la película entre finales de febrero de 1955 y el 18 de junio de 1955. Para hacerlo posible se rodó para ello el filme en Elstree, Inglaterra, y en el valle del Loira en Francia.

## Recepción
Bosley Crowther hizo una crítica negativa de la película en The New York Times, escribiendo «falta emoción cuando... las intrigas del rey Luis XI y el duque de Borgoña son puestas en pantalla con una complejidad extensa y agotadora que cansa y confunde a tu mente».
A diferencia de Ivanhoe y Los caballeros del Rey Arturo la película no tuvo un buen comportamiento en taquilla. Según MGM Records, recaudó 658.000 dólares en Estados Unidos y Canadá y 1.517.000 en el resto del mundo, con un resultado final de 1.226.000 dólares de pérdida.